# Inés Olmedo
Inés Gonçalves Mautone, más conocida como Inés Olmedo (Maldonado, 7 de mayo de 1961), es una artista visual, directora de arte en cine y profesora uruguaya.

## Biografía
Entre 1979 y 1983 asistió al taller de Nelson Ramos, estudió en el Club de Grabado de Montevideo y en 1986 realizó el taller de grabado con David Finkbeiner en el Museo Nacional de Artes Visuales, en 1989 egresó del Institito de Profesores Artigas en la especialidad Dibujo. Entre 1982 y 1989 ejerció como profesora de educación secundaria y dictó talleres de diseño en Modus y de dirección de arte para cine en la Escuela de Cine del Uruguay.
Desde comienzos de la década de 1980 ha expuesto sus dibujos en forma individual y colectiva, al tiempo que colaboró como ilustradora en los semanarios Jaque, Opinar y Zeta, ilustró varios libros, diseñó escenografías para televisión y teatro y comenzó a desempeñarse como Directora de Arte de cine y publicidad.
"Otario" recibió el premio "Mejor Dirección de Arte" en el XVI Festival de Gramado, "Polvo nuestro" obtuvo el reconocimiento "Mejor Dirección de Arte" Premio de la Crítica Uruguaya en 2008, "La Cumparsita" recibió el mismo reconocimiento en el Festival de Rosario 2005 en Argentina.
En 2012 recibió el Fondo Concursable del Ministerio de Educación y Cultura de Uruguay para su proyecto "Rina, la primera" en la categoría Artes Visuales para ser expuesto internacionalmente.
Paralelamente desarrolla su actividad docente en Dirección de Arte para cine, creando los cursos especializados en la Universidad ORT, ECU y Claeh, y el Diploma de Dirección de Arte de la EICTV, Altos Estudios, en Cuba. Desde 2013 es docente de la Licenciatura en Medios y Lenguajes Audiovisuales en el Instituto Escuela Nacional de Bellas Artes.

## Filmografía
| Año  | Película            |
| ---- | ------------------- |
| 2022 | Noche americana     |
| 2008 | The Informers       |
| 2008 | Polvo nuestro       |
| 2007 | El baño del Papa    |
| 2005 | Ruido               |
| 2004 | La cumparsita       |
| 2002 | Los durmientes      |
| 1997 | Una forma de bailar |
| 1997 | Otario              |
| 1996 | Subterráneos        |